# Đường tỉnh 356

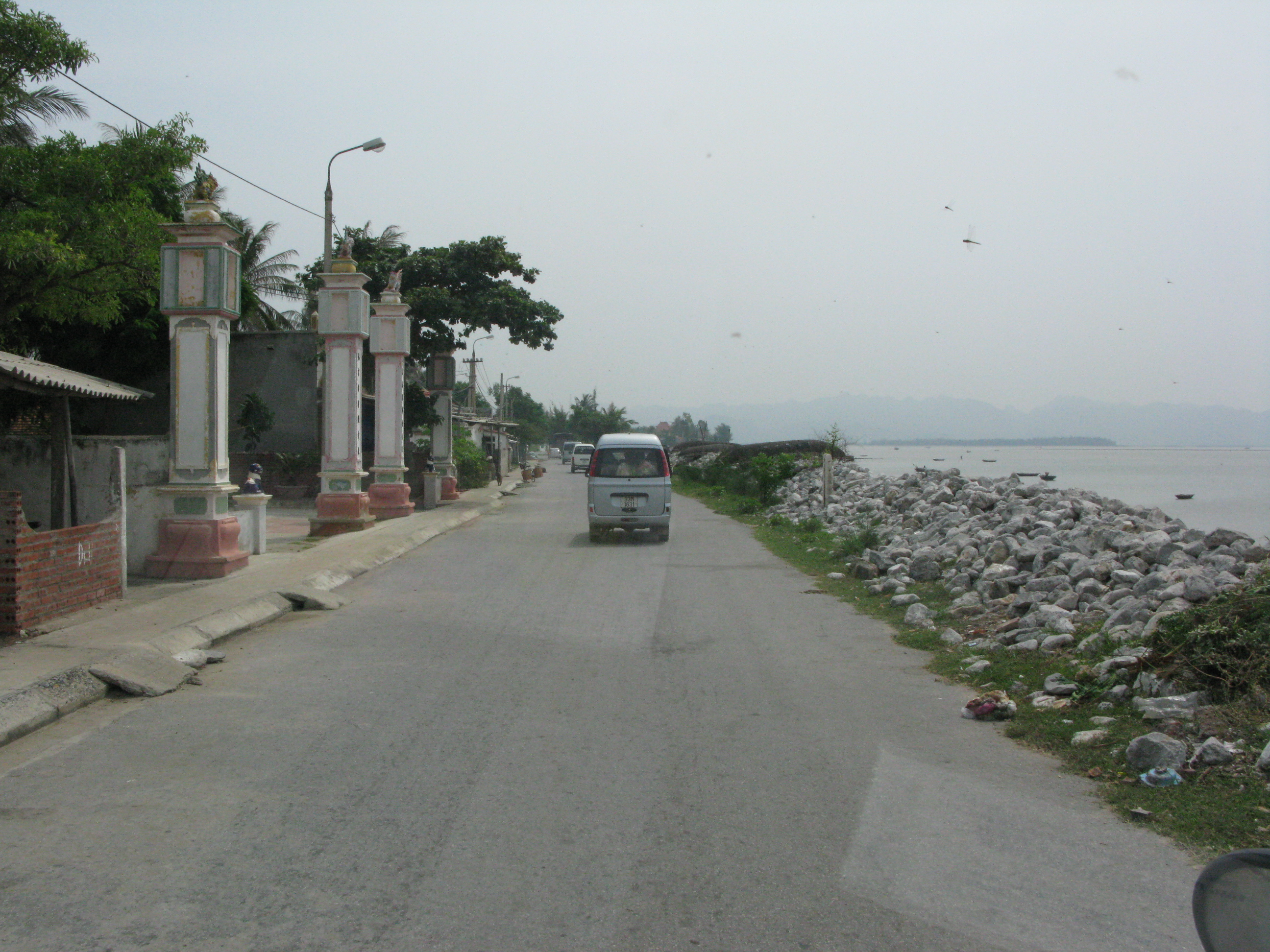
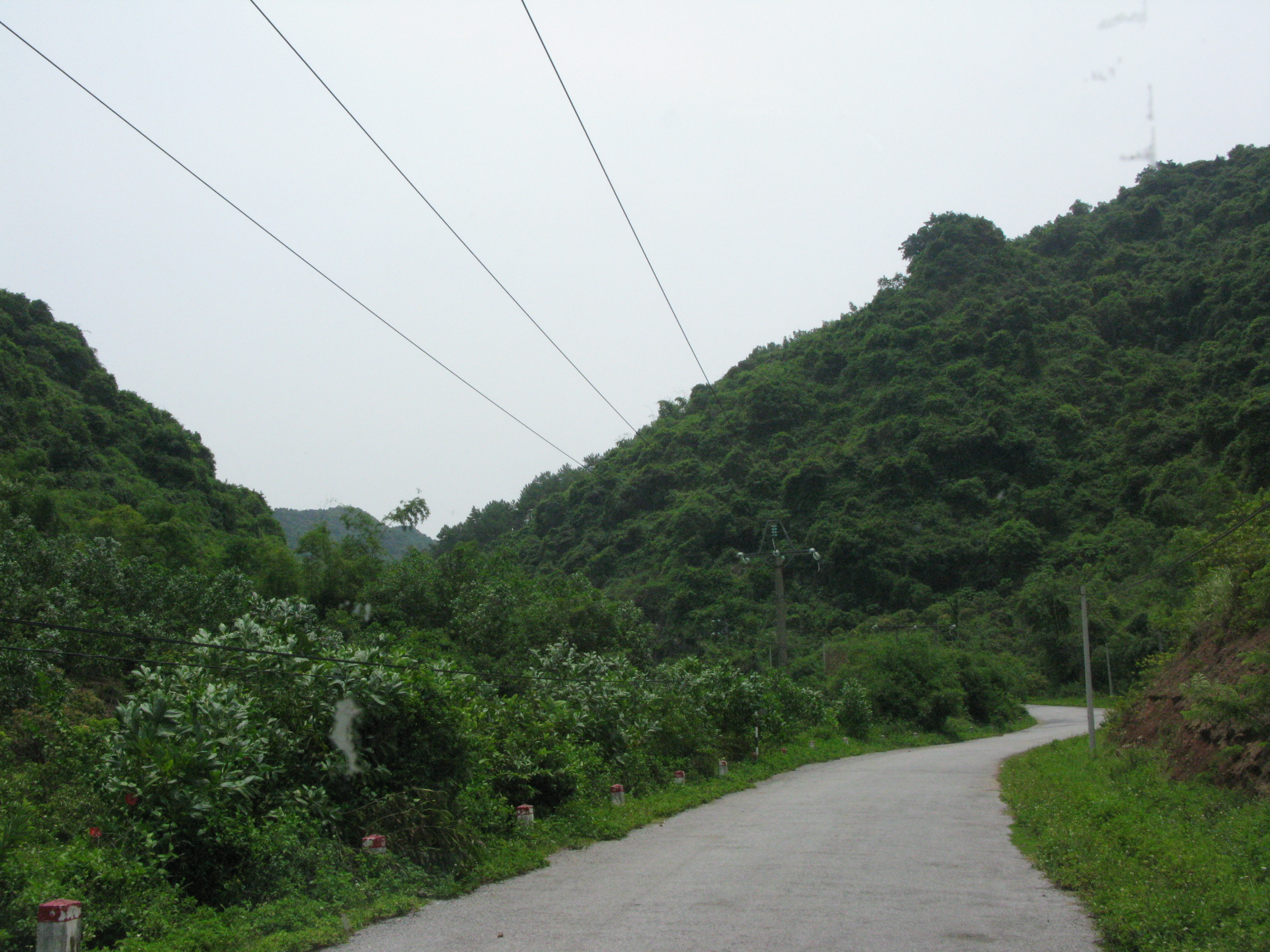
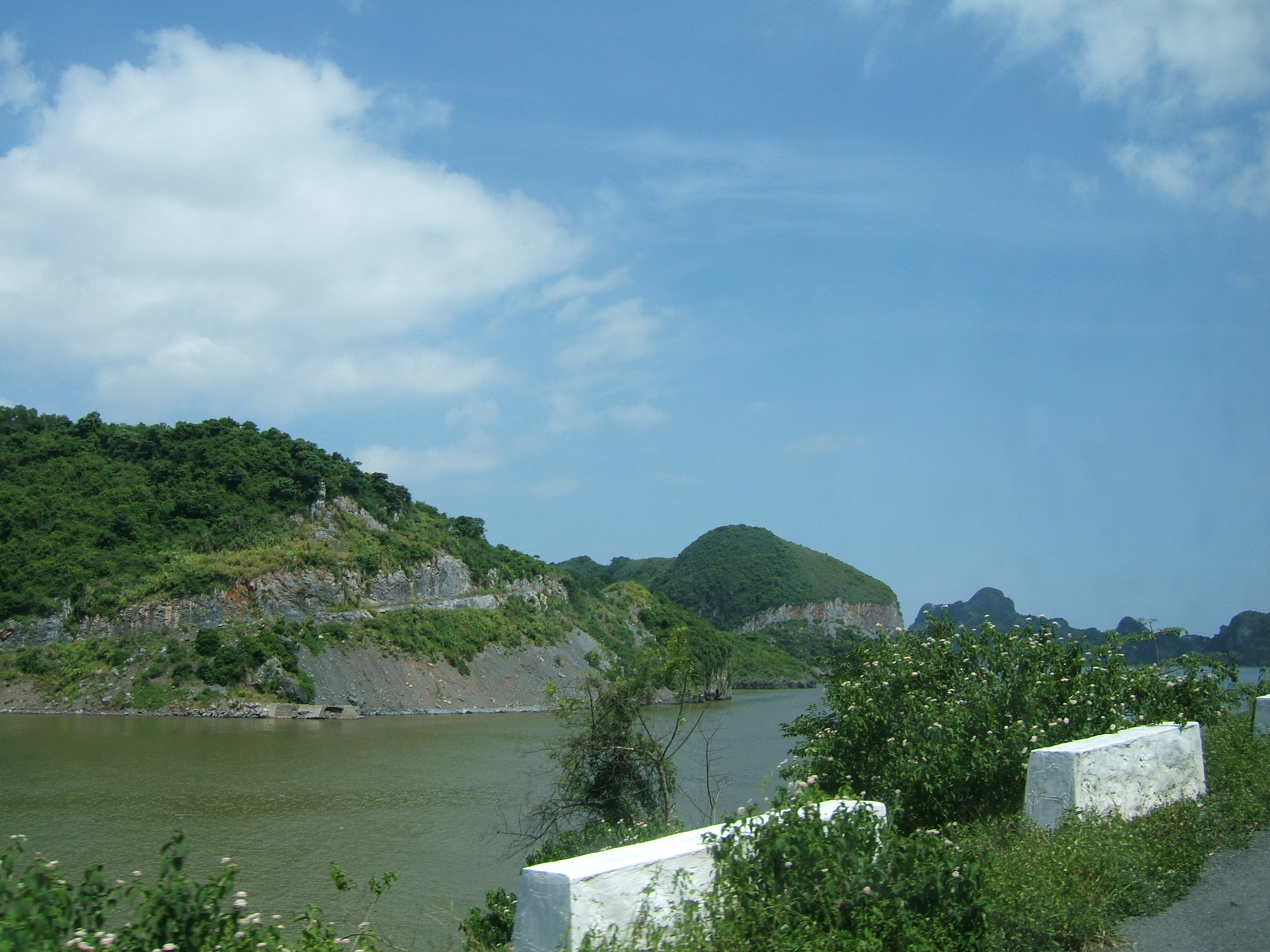

Đường tỉnh 356 là một tuyến giao thông đường bộ và đường thủy kết hợp nối đảo Cát Bà và đảo Cát Hải với đất liền ở Hải Phòng. Toàn tuyến dài 35 km, điểm đầu là đảo Đình Vũ, điểm cuối là trụ sở Ủy ban Nhân dân huyện Cát Hải tại đường 1/4 thị trấn Cát Bà. Nền đường rộng 7,5 m, mặt đường rộng 5,5 m gồm hai làn xe. Trên tuyến có hai phà biển, một là phà Đình Vũ, hai là phà Gót-Cái Viềng.
Công trình xây dựng tuyến đường xuyên đảo trải qua hai giai đoạn. Giai đoạn 1 bắt đầu từ ngày 11 tháng 11 năm 1999 và kết thúc vào 1 tháng 1 năm 2003 đã tiến hành cải tạo, nâng cấp, làm mới 30,73 km. Giai đoạn 2 bắt đầu từ ngày 27 tháng 7 năm 2004 đến ngày 24 tháng 5 năm 2005, nâng cấp tuyến đường 4 km xuyên đảo tới Vườn quốc gia Cát Bà.